# Legio II Augusta

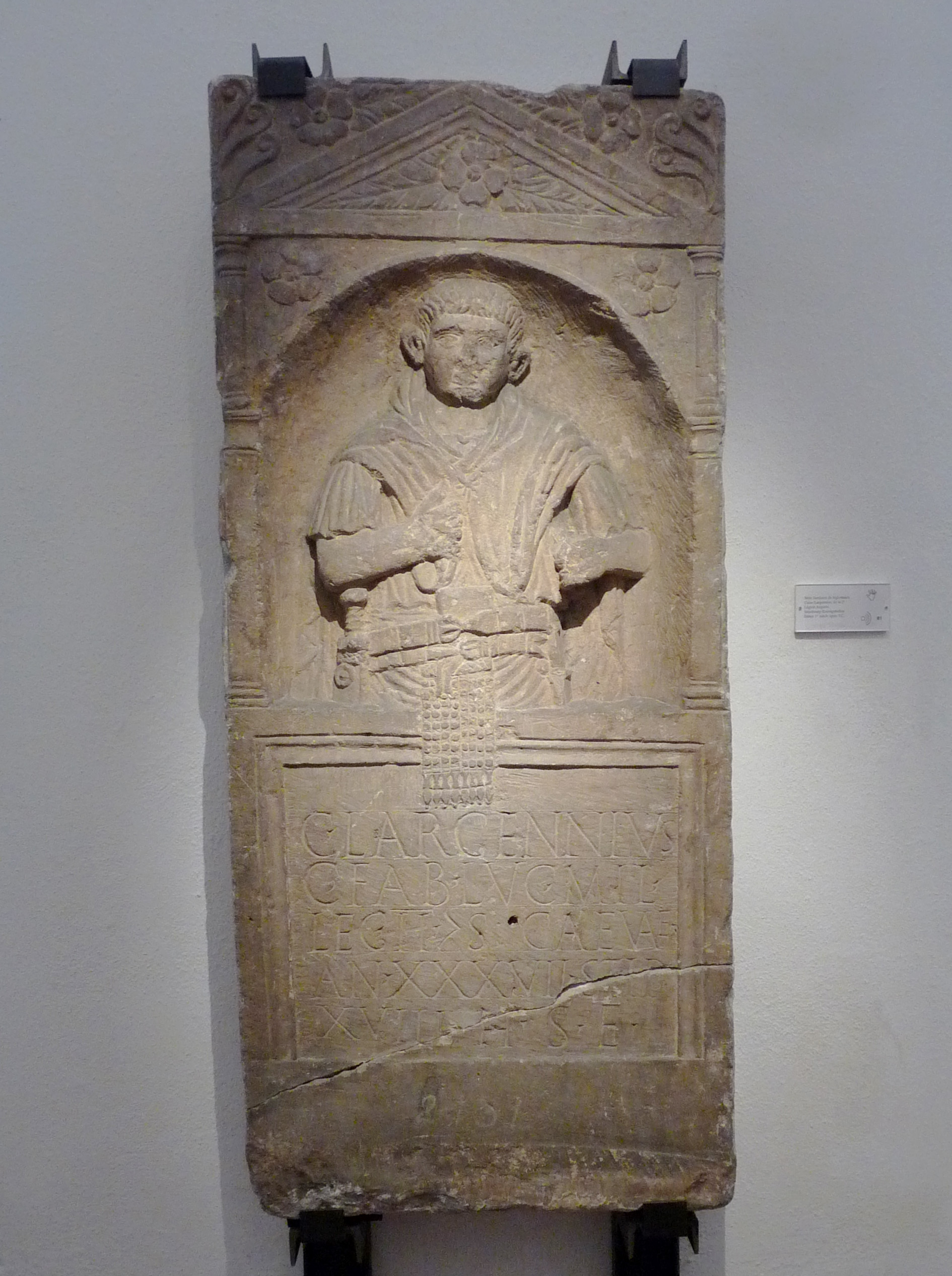
Grafmonument van Caius Largennius uit het Legio II Augusta, gevonden in Straatsburg. 1e eeuw v.Chr. De inscriptie luidt: C(aius) Largennius/ C(ai filius) Fab(ia) Luc(a) mil(es)/ leg(ionis) II) (centuria) Scaevae/ an(norum) XXXVII stip(endiorum)/ XVIII h(ic) s(itus) e(st)

Legio II Augusta was een Romeins legioen dat werd opgericht onder de naam Legio II Sabina in 43 v.Chr. door Octavianus en consul Gaius Vibius Pansa Caetronianus, een bondgenoot van Julius Caesar in de Burgeroorlog tussen Pompeius en Caesar (49-45 v.Chr.). De symbolen van het legioen waren Mars, Pegasus en steenbok.

## Geschiedenis
Het tweede legioen vocht in 43 v.Chr. in de slag bij Mutina onder bevel van Marcus Antonius tegen Gaius Vibius Pansa Caetronianus en Aulus Hirtius, en in de slag bij Philippi onder Marcus Antonius en Octavianus (de latere keizer Augustus) tegen Brutus en Cassius in 42 v.Chr. bij de stad Philippi in Macedonië. In de winter van 41-40 v.Chr. vocht het legioen onder Octavianus in de slag om Perugia tegen Lucius Antonius. Na de overwinning van Octavianus werd het legioen waarschijnlijk in Gallia gestationeerd.
Rond 30 v.Chr. werd het tweede legioen naar Hispania Tarraconensis verplaatst, waar het vocht in de Cantabrische Oorlogen. Hier ontving het legioen de erenaam Augusta van Octavianus, die inmiddels keizer Augustus was geworden. Na de vernietiging van de drie legioenen van Varus in de slag bij het Teutoburgerwoud in het jaar 9 werd het tweede legioen naar Germanië gestuurd, waar het eerst in Mogontiacum (Mainz) werd geplaatst, van waaruit het onder Germanicus tussen 14-16 optrok tegen de Germanen. Vanaf 17 was het tweede legioen in Argentoratum (Straatsburg) gelegerd, alwaar het in 21 in actie kwam tegen de Treveri van Julius Florus.
Het tweede legioen Augusta was een van de vier legioenen die in 43 n.Chr. betrokken waren bij de Romeinse invasie van Britannia door keizer Claudius. De latere keizer Vespasianus was bevelhebber. Het tweede vocht in 63 niet mee in de veldslag Boudicca versus Paulinus: Poenius Postumius, de kampprefect (praefectus castrorum) van Isca Dumnoniorum (Exeter) negeerde om onduidelijke redenen het bevel van Suetonius Paulinus om te hulp te komen en pleegde later zelfmoord. Het tweede legioen bleef tot in de vierde eeuw in Britannia en verbleef voornamelijk in Isca Silurum, het huidige Caerleon in Wales.